# Алиева, Миная Мирзабала кызы
Миная Мирзабала кызы Алиева (азерб. Minayə Mirzəbala qızı Əliyeva; род. 1949, Астрахан-Базарский район) — советский азербайджанский хлопкороб и виноградарь. Депутат Верховного Совета СССР 11-го созыва (1984—1989). Член ЦК КП Азербайджана (1981—1986).

## Биография
Родилась в 1949 году в селе Покровка Астрахан-Базарского района Азербайджанской ССР (ныне село Гюнешли Джалилабадского района).
Окончив 7 классов средней школы, пошла работать, позже окончила 10 классов школы заочно. В 1990 году окончила Азербайджанский сельскохозяйственный институт имени Самеда Агамали оглы.
С юных лет работала на поле, с 1962 года — хлопкороб, с 1963 года — звеньевая, с 1971 года — бригадир хлопководческой бригады колхоза «Москва» Джалилабадского района. С первых дней работы достигала высоких результатов, собирала в день по 200 кг хлопка. В 1971 году, возглавив бригаду, успешно организовала ее бригаду, вследствие в 1972 году был получен высокий урожай, на круг собраны по 30 центнеров хлопка с гектара.
В 1975 году колхоз «Москва» Джалилабадского района преобразован в виноградарский совхоз, с 1975 года Алиева — бригадир виноградарской бригады совхоза «Москва» этого же района. Бригада под руководством Алиевой продолжила получать высокие показатели производительности труда в последующие годы, в том числе и в годы одиннадцатой пятилетки (1981—1985). В 1981 году коллектив бригады получил 1200 тонн винограда — 240 центнеров с каждого из 50 гектаров закрепленных за бригадой виноградников, выполнив годовой план на 368 процентов, а в 1982 году урожайность участка бригады достигла показателя в 246 центнеров с каждого гектара. В 1983 году коллектив под руководством Алиевой получил с каждого гектара 57 гектаров виноградников 122 центнера — 37 ц/га сверх плана. К январю 1984 года бригада уже выполнила план пятилетки, подав рапорт о выполнении первой в совхозе.  
Активно участвовала в общественно-политической жизни республики и Советского Союза, с 1973 года состояла в КПСС, в 1980-х была членом бюро районного комитета партии, выдвинута делегатом на XXX съезд Компартии Азербайджана (1981), на съезде избрана членом ЦК. Избиралась депутатом Покровского сельского и Джалилабадского районного советов. В 1971 году избрана депутатом Верховного Совета Азербайджанской ССР 8-го созыва от Новоголовского избирательного округа № 192, в 1984 году — депутатом Совета Национальностей Верховного Совета СССР 11-го созыва от Масаллинского избирательного округа № 214.